# Школа рока (ТВ серија)
Школа рока (енгл. School of Rock) је америчка играна мјузикл-комедија коју су режирали Џим и Стив Армогида за Никелодеон, на ком је серија премијерно емитована од 12. марта 2016. до 8. априла 2018. године. Серија се базира на истоименом филму из 2003. године. Радња се врти око тајног бенда који чине тинејџери и њихов наставник.
У Србији, Црној Гори, Републици Српској и Македонији серија је премијерно приказана 2016. године на каналу Никелодион, синхронизована на српски језик. Синхронизацију је радио студио Голд диги нет. Уводна шпица није синхронизована. Српска синхронизација нема ДВД издања.

## Епизоде
| Сезона | Сезона | Епизоде | Епизоде | Оригинално емитовање | Оригинално емитовање |
| Сезона | Сезона | Епизоде | Епизоде | Премијера            | Финале               |
| ------ | ------ | ------- | ------- | -------------------- | -------------------- |
|        | 1.     | 12      | 12      | 12. март 2016.       | 18. јун 2016.        |
|        | 2.     | 13      | 13      | 17. септембар 2016.  | 28. јануар 2017.     |
|        | 3.     | 20      | 20      | 8. јул 2017.         | 8. април 2018.       |

## Ликови

### Главни ликови
- Томика (енгл. Tomika) је петнаестогодишња тинејџерка која је у тајном бенду „Школа рока” главни вокал и свирач бас-гитаре. Најбоља другарица јој је Самер, иако се дружи са свима изузев Кларка, који је њен архи-непријатељ. Воли да ризикује, што показује њена страст према екстремном скејтбордингу, иако има потајни страх од спавања ван своје куће.
- Фреди Хуерта (енгл. Freddy Huerta) је шеснаестогодишњи тинејџер који је бубњар у тајном бенду „Школа рока”. У школи га већина ученика сматра за „кул” особу, јер, као и Томика, воли скејтбординг и подржава ризиковање ради забаве. Током друге сезоне је био „у вези” са Кејл, иако током треће сезоне гаји осећања према Самер, с’ којом касније и постаје „пар”, али за добробит бенда, они раскидају у последњој епизоди.
- Самер Хатавеј (енгл. Summer Hathaway) је петнаестогодишња тинејџерка која је менаџер тајног бенда „Школа рока”, у ком такође и свира даире. Веома је одговорна због чега одлично извршава улогу менаџера бенда, иако је при крају серије научила да ризикује због рока. Током прве две сезоне је била заљубљена у Фредија, који то није примећивао, након чега јој је њена најбоља другарица, Томика, помогла да „заборави” на њега. У трећој сезони, Самер и Фреди ипак постају „пар”, иако касније раскидају за добробит бенда.
- Зек Кван (енгл. Zack Kwan) је петнаестогодишњи тинејџер који у тајном бенду „Школа рока” свира електричну гитару. Као син надмоћних родитеља, Зек је самопоуздан тинејџер који понекад искоришћава Лоренса како би добио пословну прилику и зарадио. Заједно са својим најбољим пријатељима, Фредијем и Лоренсом, често ризикује кршећи правила ради забаве, иако се понекад плаши последица.
- Лоренс Дули (енгл. Lawrence Dooley) је петнаестогодишњи тинејџер који је клавијатуриста у тајном бенду „Школа рока”. Изузетно је талентован што се тиче технологије, и понекад његови технолошки изуми помажу очувању тајности бенда. Иако није „вешт на речима”, у вези је са тинејџерком по имену Есмералда.
- Дјуи Фин (енгл. Dewey Finn) је сиромашни музичар, који се, након што је избачен из рокенрол бенда, запослио у школи као учитељ. Међутим, Дјуи је од свог одељења направио тајни бенд по имену „Школа рока”, иако понекад на неуобичајене начине и подучава децу из одељења у ком „предаје”.
- Розали Мулинс (енгл. Principal Mullins) је директорка школе у којој се одвија већи део радње серије. Све до последње епизоде, Мулинсова није знала да је једно одељење у њеној школи тајни бенд „Школа рока”. Поприлично је лаковерна и понекад има необичне методе вођења школе.

## Улоге
| Лик           | Глумац/ица      | Српски глас                              |
| ------------- | --------------- | ---------------------------------------- |
| Томика        | Бријана Иди     | Ива Манојловић (С1-2) Марија Стокић (С3) |
| Фреди Хуерта  | Рикардо Хуртадо | Огњен Мићовић                            |
| Самер Хатавеј | Џејд Петиџон    | Марина Алексић                           |
| Зек Кван      | Ленс Лим        | Никола Тодоровић                         |
| Лоренс Дули   | Ејдан Минер     | Данило Миловановић                       |
| Дјуи Фин      | Тони Кавалеро   | Милан Тубић                              |
| Розали Мулинс | Јама Вилијамсон | Јована Чуровић                           |
| Кларк О'Шенон | Иван Малон      | Иван Павличић                            |
| Кејл          | Брек Бесинџер   | Ивана Тењовић                            |
| Ашер          | Вил Киндрачук   | Ђорђе Марковић                           |
| Есмералда     | Хејли Пауел     | Милена Моравчевић                        |

## Постигнућа

### Рејтинзи
| Сезона | Епизоде | Прва епизода        | Прва епизода       | Последња епизода | Последња епизода   | Прос. гледаоца (милиони) |
| Сезона | Епизоде | Датум               | Гледаоци (милиони) | Датум            | Гледаоци (милиони) | Прос. гледаоца (милиони) |
| ------ | ------- | ------------------- | ------------------ | ---------------- | ------------------ | ------------------------ |
| 1      | 12      | 12. март 2016.      | 2.38               | 18. јун 2016.    | 1.39               | 1.49                     |
| 2      | 13      | 17. септембар 2016. | 1.34               | 28. јануар 2017. | 1.18               | 1.35                     |
| 3      | 20      | 8. јул 2017.        | 1.03               | 8. април 2018.   | 0.67               | 0.78                     |